# Марко (євангеліст)
Марко́, або Марк (лат. Mārcus; грец. Μάρκος, Markos; ? — 25 квітня 63) — апостол від 70-ти, один з чотирьох євангелістів, автор Євангелія від Марка.

Перший єпископ Александрійський (42—62). У пізній східній християнській традиції вважається засновником Александрійського патріархату і Коптської церкви. Згадується в Діяннях апостолів та посланнях апостола Павла. Народився у Юдеї, Римська імперія. Походив із левитського роду. Первісно мав єврейське ім'я Йохан (Іван), до якого було додане римське «Марк». Син християнки Марії, яка входила до першої Єрусалимської церкви. Працював помічником у місіях Павла і Петра. За наказом останнього склав своє Євангеліє. Згідно з «Хронікою» Євсевія двадцять років очолював церкву в єгипетській Александрії, хоча достовірних джерел про це немає. Помер в Кирені, Лівія, Римська імперія. Точна дата смерті невідома. Похований у Александрії. Після ісламського завоювання Єгипту італійські купці перевезли його мощі до Венеції (829), які розмістили в Базиліці святого Марка. 
Вшановується у всіх християнських церквах як святий. День пам'яті в католицькій і православних церквах — 25 квітня, у коптській церкві — 8 травня. У християнській літературі й мистецтві символічно представлений у вигляді лева. В іконографії зображується мужем, що пише Євангеліє, поруч із левом. Патрон Єгипту і Венеції.

## Біографія

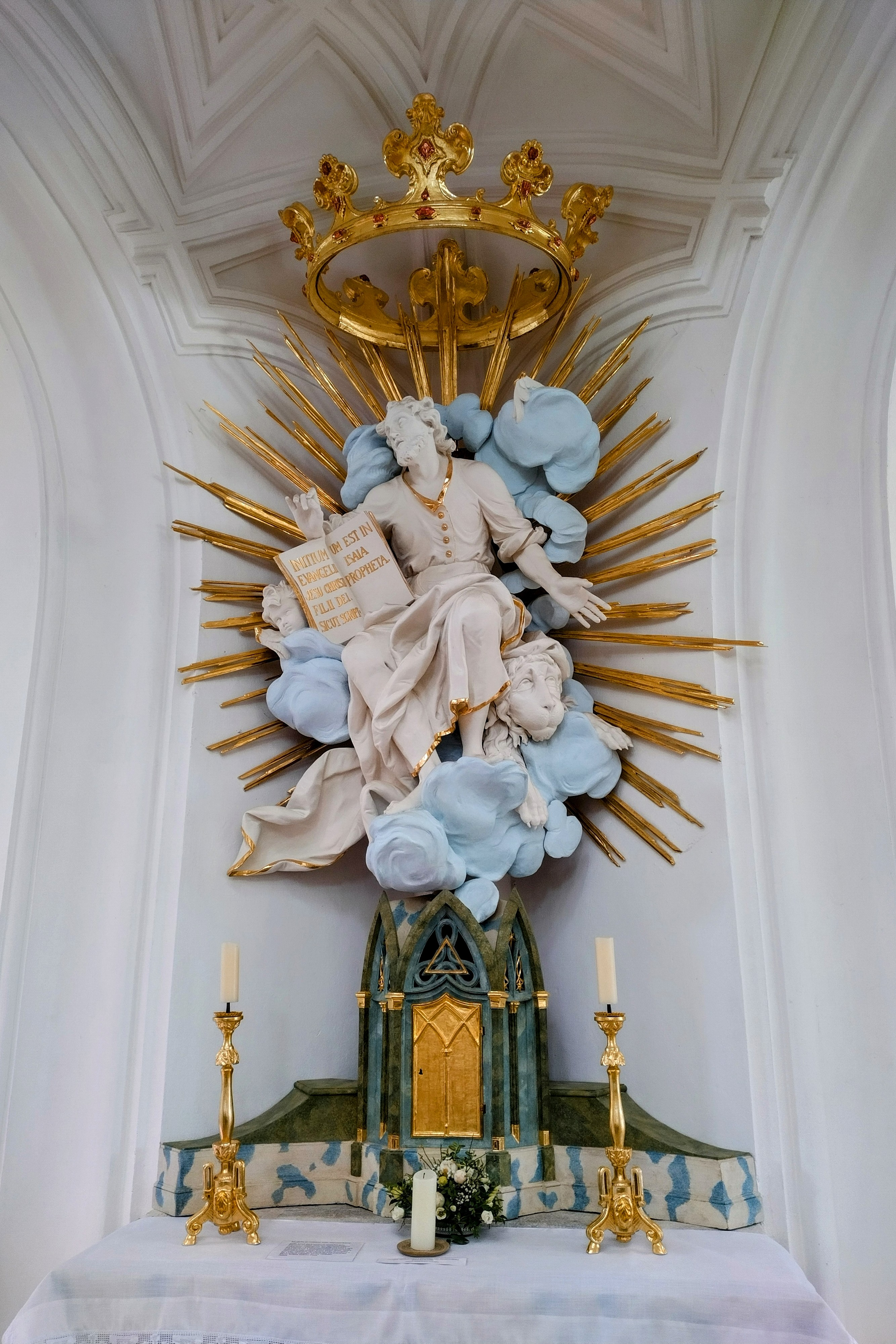
Бічний вівтар Св. Марка Костел Святого Яна Непомуцького (Зелена гора)

У ніч, коли Юда зрадив Ісуса і начальники вибраного народу ув'язнили Його, між деревами Оливного саду блукав хлопчина років 10-15, єдиний глядач серед усіх присутніх. Цей маловажний епізод описаний лише у другому Євангелії (Мк. 14:51-52) і всі коментатори одностайно вбачають у ньому саме Марка — автора другого Євангелія. Мати його Марія мала просторий дім у Єрусалимі, що й служив для сходин вірних християн (Дії 12:12). Туди сховався і св. Петро після чудесного звільнення з в'язниці (Дії 12:12). Марко — небіж левіта Варнави (Кол. 4:10); вони обидва супроводили св. Павла в першій його апостольській подорожі з Антіохії у Малу Азію (Дії 12:25). Марко перебуває з апостолом Павлом також і під час його ув'язнення в Римі у 60-61 роках. У Листі до Филимона він переказує вітання від тих, хто був поряд з ним (Филим. 1:24), в тому числі і від Марка. Пишучи у той самий час до християн у Колоссах, апостол також передає їм вітання від Марка, двоюрідного брата Варнави і навіть просить його добре прийняти, позаяк Марко мав завітати у їхні краї (Кол. 4:10-11). Через декілька років перебуваючи у другому ув'язнення апостол Павло просить Тимотея привезти у Рим Марка для служби (2 Тим. 4:9-12), оскільки в той час з ним був лише Лука. Пізніше Марко, нерозлучний супутник верховного апостола Петра, був, так би мовити, його секретарем. Наприкінці свого першого послання апостол Петро передає вітання вірним на сході від Марка, називаючи його своїм сином (1 Петр. 5:13). Цю відомість підтверджує і християнська традиція, називаючи Марка «перекладачем» Петра. Згідно з цією традицією і народилася друга Євангелія — ніщо інше, як коротко списана проповідь саме апостола Петра. Це стверджує свідоцтво Папія, єреапольського єпископа у Фригії (100—130 рр.), мовляв, Марко — за свідченням пресвітера (Йоана Євангеліста) — бувши тлумачем Петра, все те, що запам'ятав, точно списав, хоч і не в тім порядку, як то, було, Господь говорив і чинив.
Після смерті апостолів Петра і Павла Марко проповідував у Єгипті, заснував там Олександрійську Церкву. Тут же своєю мученицькою кров'ю він засвідчив достовірність своєї науки.
Марко — каже Папій, — записував, «на одне зважаючи, — нічого не пропустити, ані не сказати чогось неправдивого». Тим то маємо в цій Євангелії проповідь, «керигму» Петра в цілості, списану так, як її проповідував Петро, зіставлену в тому ж порядкові.

## Євангеліє від Марка
Марко, щоправда, подав тільки ті відомості з життя Христа, що тоді були вживані у християнській катехизі. Тим то він починає свою благовість від прилюдного виступу Спасителя в Галілеї, обширніше описує Страсті й Воскресіння, додержуючи радше логічного, ніж хронологічного порядку.
Автор, описуючи події просто й коротко, прямує до головного завдання — розповсюдити й закріпити спізнання Ісуса Христа, втіленого Божого Сина. Божество Ісуса він доказує не повторним зізнанням Учителя, як це робить Іоанн Богослов, ані не покликається на пророцтва Старого Завіту, що властиве Матеєві; а на яскравих фактах, простими словами переповідаючи діяльність Ісуса, його численні чуда, які самі з себе говорять про його владу над законами природи, описує саму особу Ісуса Христа, його діла і науку, що й є доказом його Божества. Бо й не може бути звичайною людиною той, хто вичитує тайні думки, провіщає майбутні події, прорікає про себе й інших, виздоровлює одним словом невигойні недуги, воскрешає мертвих. І навіть — сам Отець у хвилі хрещення й переображення визнає: «Це Син мій улюблений» (Мк. 9:7).
Євангеліст, описуючи події з життя Ісуса Христа, прямує до того, щоб кожен читач, як той сотник під хрестом, визнав: «Чоловік цей був справді Син Божий» (Мк. 15:39).
Євангеліст Марко хоча й був євреєм, але не писав єврейською мовою, а грецькою. Цей факт підкреслює те, що в християнстві ще з часів проповіді Спасителя всі мови вважаються святими у тій мірі, у якій передають слова Божі і служать для запису святих Писань.

## Мощі
Базиліка святого Марка була побудована для розміщення мощей апостола Марка, які 31 січня 829 року були привезені з Александрії до Венеції. Мощі були привезені венеційськими купцями Буоно і Рустіко. У 828 році, купці прибувши до Александрії, дізналися, що мусульмани почали руйнувати християнські храми для зведення мечетей і вирішили врятувати мощі святого від осквернення та привезти їх у своє місто. Щоб перенести реліквію на корабель, купці вдалися до хитрощів. Після перенесення мощей у місто, апостол Марко замінив святого Теодора в ролі небесного покровителя Венеції, а символом міста став знак євангеліста — крилатий лев.
Римсько-католицький пантиф папа Павло VI повернув частину мощей святого Марка в Єгипет і вони зберігаються у Коптському православному соборі святого Марка.

## Патрон
Вважається покровителем єгипетських християн, міста Венеції (Італія) та острова Райхенау (Німеччина), на якому зберігається частина мощей апостола.
- Україна: Варяж
- Єгипет: вся країна
- Італія: Венеція
- Німеччина: Райхенау

## У геральдиці
У геральдиці святий Марк зображується у вигляді євангеліста, або Лева святого Марка

Агуло
Венеція
Вірсдорф
Італійський торговий флот
Сантьяго-дель-Кампо
Іван-Павло І